# Martin Sheridan
Martin John Sheridan (* 28. März 1881 in Bohola, County Mayo, Irland; † 27. März 1918 in New York City) war ein US-amerikanischer Leichtathlet.
Sheridan kam 1897 als 16-Jähriger aus seiner Heimat Irland in die USA, wo er in die Polizei von New York eintrat. Er gewann bei den Olympischen Spielen 1904 in St. Louis die Goldmedaille im Diskuswurf. Er konnte den Erfolg vier Jahre später bei den Spielen in London wiederholen. In London gewann er außerdem noch Gold im „Diskuswurf im klassischen Stil“ und Bronze im Weitsprung aus dem Stand.
Noch erfolgreicher war er jedoch bei den so genannten Zwischenspielen 1906 in Athen. Dort gewann er die Wettbewerbe im Kugelstoßen und Diskuswurf und wurde Zweiter im Hochsprung aus dem Stand, Weitsprung aus dem Stand und im Gewichtweitwurf. Er starb im Alter von nur 36 Jahren an einer Lungenentzündung. 1988 wurde er postum in die „Hall of Fame“ des US-Leichtathletikverbandes aufgenommen.